# Henri Servain
Henri Servain, né le 21 janvier 1857 à Guingamp (Côtes-du-Nord) et mort le 28 août 1931 à Saint-Brieuc (Côtes-du-Nord), est un homme politique français.

## Biographie
Propriétaire terrien et rentier, il se lance très tôt en politique. Conseiller municipal de Saint-Brieuc en 1891, il en est maire de 1904 à 1919. Il est également conseiller général du canton de Saint-Brieuc Nord de 1906 à 1929. Il est député des Côtes-du-Nord de 1919 à 1921, puis sénateur de 1921 à sa mort en 1931, inscrit au groupe de l'Union républicaine. Il intervient essentiellement sur les questions maritimes.
Il épouse Fernande Tertrais, arrière petite-fille de François Plantier.

## Sources
- « Henri Servain », dans le Dictionnaire des parlementaires français (1889-1940), sous la direction de Jean Jolly, PUF, 1960 [détail de l’édition]